# Cikidang (Cikidang)
Cikidang is een bestuurslaag in het regentschap Sukabumi van de provincie West-Java, Indonesië. Cikidang telt 8100 inwoners (volkstelling 2010).